# Andorra zászlaja
Andorra nemzeti zászlaját jelenlegi formájában 1993. május 1-je óta használják.
A zászló a szomszédos francia Foix grófság zászlajából származik (függőleges sárga és vörös sávok), ennek első megjelenése 1806-ra tehető. Később kiegészítették a kék színnel, Franciaország jogait jelképezve. A címer használata a zászlóban ekkor esetleges volt, végleges elhelyezésére 1993-ban került sor, Románia illetve Csád zászlajától való megkülönböztetésül. 
Az egyes közösségekben az állami címer helyett a saját címerüket használják a zászlókon.
Civil használatra engedélyezett a címer nélküli változat is.
A lobogó függőlegesen sávos: kék-sárga-vörös színekkel, a sárga mezőben közepén a címerrel. A zászló színei a két szomszéd országot jelképezik, a vörös és a kék Franciaországot, a sárga és vörös Spanyolországot, így jelképezve a két szomszédos országgal való kapcsolatot.

## Történelmi zászlók

Andorrában használt aragón zászló (1806-ig).
Andorra zászlaja (1806-1866).
Andorra zászlaja (1866-1934).
Andorra zászlaja (1934-1971).
Andorra zászlaja (1939-1993).
Andorra zászlaja (1993 óta).